# Cleveland Abbe
Cleveland Abbe (New York, 3 dicembre 1838 – Chevy Chase, 29 dicembre 1916) è stato un astronomo e meteorologo statunitense.

## Biografia
Discendente di una ricca famiglia della città di New York, dimostrò fin da giovane una particolare attitudine per la matematica.
A seguito della Guerra di secessione americana, Abbe aderì al movimento unionista del nord, trasferendosi successivamente a Cambridge, nel Massachusetts, dove divenne assistente di Benjamin Gould, in servizio presso la United States Coast and Geodetic Survey. Tra il 1865 ed il 1866 studiò astronomia con Otto Struve presso l'osservatorio di Pulkovo. Al suo ritorno negli Stati Uniti lavorò per il The Nautical Almanac e come assistente osservatore presso il United States Naval Observatory.

Nel 1868 venne nominato Direttore dell'osservatorio di Cincinnati e docente di meteorologia all'Università di Washington. Nel 1870 lasciò l'osservatorio di Cincinnati e divenne impiegato civile presso il United States Army Signal Corps. Dal 1891 fino al suo ritiro nel 1916 lavorò per il U.S. Weather Bureau, quando era ancora una sezione del Dipartimento dell'agricoltura statunitense. Fondò e fu a lungo editore della rivista Monthly Weather Review e tradusse diverse opere scientifiche sulla meteorologia di autori europei e scrisse diversi trattati sulla materia. Fu il fondatore e direttore della rete meteorologica statunitense, e ideatore di una teoria per la previsione del tempo.
Alla sua morte, la salma venne inumata nel Rock Creek Cemetery.